# Adad-nárárí II.
Adad-nárárí II. (také Adad-nirári, vládl v letech 911–891 př. n. l.) nastoupil na asyrský trůn po svém otci Aššur-dánovi II. Pozvedl asyrskou říši mezi hlavní velmoci své doby, díky čemuž je považován za zakladatele Novoasyrské říše. Podnikal výpravy hlavně na západ, kde porazil Aramejce v zemi Chanilgabat a obsadil část povodí Eufratu. Pronikl dokonce i dále na západ až do Kappadokie. Vypravil se i proti Babylónu, který po vleklé válce porazil a pak s jeho králem Šamaš-Mudammiqem uzavřel výhodnou smlouvu. Poté, co se mu podařilo zajistit si i severní hranici proti Urartu, začal se titulovat jako „král veškerenstva“, čímž napodobil své předchůdce na asyrském trůnu. Nástupcem se stal jeho syn Tukultí-Ninurta II.